# Hermann Schildknecht
Hermann Schildknecht (* 2. August 1922 in Fürth; † 1. Juli 1996 in Heidelberg) war ein deutscher Naturstoff-Chemiker.

## Leben
Er studierte Chemie an der Universität Erlangen, promovierte 1953 bei Emil Buchta und habilitierte sich 1959 für das Fach Chemie. 1963 ging er als Extraordinarius und Nachfolger von Otto Theodor Schmidt an das Organisch-Chemische Institut der Universität Heidelberg, dessen Direktor er 1964 wurde. 1989 wurde er emeritiert.
Schildknechts Hauptinteressengebiet war das Abwehrverhalten verschiedener Bombardierkäferarten. Er hat festgestellt, dass sie vor der Explosion erst zwei sehr reaktive Chemikalien in einer Sammelblase mischen, Hydrochinon (C6H6O2) und Wasserstoffperoxid (H2O2). Bei Annäherung eines Feindes spritzen die Bombardierkäfer dieses Gemisch in eine Reaktionskammer und geben genau im richtigen Moment die Enzyme Katalase und Peroxidase hinzu, um die Reaktion zu beschleunigen. Dieser Katalysator setzt das Hydrochinon zu Chinon (C6H4O2) und das Wasserstoffperoxid zu Wasser (H2O) und Sauerstoff (O2) um. Bei dieser chemischen Reaktion wird Wärme frei und es entsteht auch ein hoher Druck. Dann schießt ein ätzendes, etwa 100 °C heißes Gasgemisch mit einem Knall aus zwei Drüsen am Anus auf den Angreifer. Die Gesamtgleichung für diese Reaktion lautet:
{\displaystyle \mathrm {2\ C_{6}H_{6}O_{2}+4\ H_{2}O_{2}\longrightarrow 2\ C_{6}H_{4}O_{2}+6\ H_{2}O+O_{2}} }

## Ehrungen und Mitgliedschaften
Hermann Schildknecht bekam im Jahre 1974 in Heidelberg die Richard-Kuhn-Medaille überreicht. Er war seit 1972 Mitglied der Leopoldina und seit 1976 der Heidelberger Akademie der Wissenschaften.

## Schriften (Auswahl)
- Hormone der Photodynamik höher organisierter Pflanzen. Berlin 1986.
- Turgorine, Hormone der endogenen Tagesrhythmik höher organisierter Pflanzen – Nachweis, Isolierung, Strukturaufklärung, Synthese und Wirkung. In: Angewandte Chemie. 95, 1983, S. 689–705, doi:10.1002/ange.19830950905.
- Reiz- und Abwehrstoffe höherer Pflanzen – ein chemisches Herbarium. In: Angewandte Chemie. 93, 1981, S. 164–183, doi:10.1002/ange.19810930207.
- Über die Chemie der Sinnpflanze Mimosa pudica L. Springer, Berlin 1978.
- Zone melting. Chemie, Weinheim an der Bergstraße, New York, London 1966.
- Zonenschmelzen. Chemie, Weinheim an der Bergstraße, 1964.
- Symposium über Zonenschmelzen und Kolonnen-Kristallisieren. Karlsruhe 1963.
- Über das Zonenschmelzen. 1959.